# Gare de Higashi-Hanawa
La gare de Higashi-Hanawa (東花輪駅, Higashi-Hanawa-eki) est une gare ferroviaire de la ville de Chūō, dans la préfecture de Yamanashi au Japon. La gare est exploitée par la compagnie JR Central.

## Situation ferroviaire
La gare de Higashi-Hanawa est située au point kilométrique (PK) 76,3 de la ligne Minobu.

## Histoire
La gare a été inaugurée le 30 mars 1928.

## Service des voyageurs

### Accueil
La gare dispose d'un bâtiment voyageurs, avec guichets, ouvert tous les jours.

### Desserte
- Ligne Minobu :
  - voie 1 : direction Kōfu
  - voie 2 : direction Minobu et Fuji